# Corbula fortisulcata
Corbula fortisulcata is een tweekleppigensoort uit de familie van de Corbulidae. De wetenschappelijke naam van de soort is voor het eerst geldig gepubliceerd in 1879 door E. A. Smith.
Rechter en linker klep van hetzelfde exemplaar:

Rechter klep
Linker klep